# 圣莫雷尔
圣莫雷尔（法語：Saint-Morel，法語發音：[sɛ̃ mɔʁɛl]）是法国阿登省的一个市镇，属于武济耶区。

## 地理
圣莫雷尔（49°20'15"N, 4°41'39"E）面积12.04 平方千米，位于法国大東部大區阿登省，该省份为法国北部内陆省份，西接埃纳省，南至马恩省，东临默兹省，北与比利时接壤。
与圣莫雷尔接壤的市镇（或旧市镇、城区）包括：布雷西-布里耶尔、沙勒朗日、利里、蒙图瓦、蒙圣马丹、埃纳河畔萨维尼、叙尼。
圣莫雷尔的时区为UTC+01:00、UTC+02:00（夏令时）。

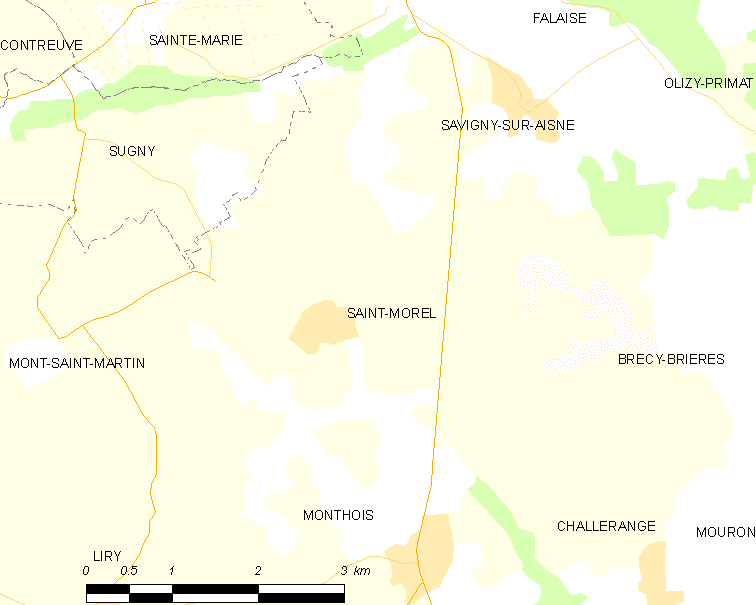
圣莫雷尔的OSM定位图

## 行政
圣莫雷尔的邮政编码为08400，INSEE市镇编码为08392。

## 政治
圣莫雷尔所属的省级选区为阿蒂尼县。

## 人口

1962-2008年间圣莫雷尔人口变化图示

圣莫雷尔于2022年1月1日时的人口数量为181人。